# 15031 Lemus
15031 Lemus este un asteroid din centura principală de asteroizi.

## Descriere
15031 Lemus este un asteroid din centura principală de asteroizi. A fost descoperit pe 10 noiembrie 1998 la Socorro, New Mexico, în cadrul proiectului LINEAR. Asteroidul prezintă o orbită caracterizată de o semiaxă mare de 2,36 ua, o excentricitate de 0,13 și o înclinație de 5,4° în raport cu ecliptica.